# Baldulus tropicus
Baldulus tropicus är en insektsart som beskrevs av Delong 1950. Baldulus tropicus ingår i släktet Baldulus och familjen dvärgstritar. Inga underarter finns listade i Catalogue of Life.